# Nostra Signora di Kibeho

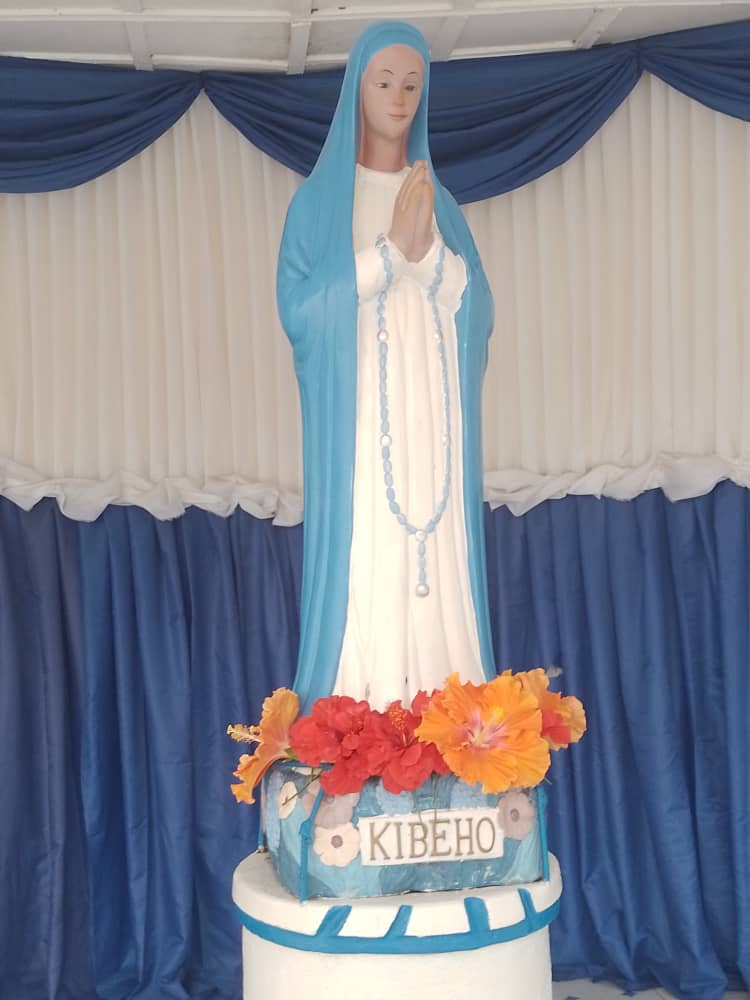
Nostra Signora di Kibeho

Nostra Signora di Kibeho è l'appellativo con cui i cattolici venerano Maria in seguito alle sue apparizioni, le prime del continente africano, che si sarebbero verificate nel villaggio ruandese di Kibeho, Ruanda, a partire dal 28 novembre 1981 e nel corso dei mesi successivi fino al 28 novembre 1989. 

## Le apparizioni e i messaggi
Le apparizioni di Kibeho hanno per protagonisti sei ragazze e un ragazzo: Alphonsine Mumureke, Nathalie Mukamazimpaka, Marie-Claire Mukangango, Stephanie Mukamurenzi, Agnes Kamagaju, Vestine Salima ed Emmanuel Segatashya. In un collegio di Kibeho gestito da suore, frequentato da un centinaio di ragazze della zona, sabato 28 novembre 1981, verso le 12:35, la sedicenne Alphonsine Mumureke si trovava nel refettorio insieme alle compagne quando, secondo quanto riportato nel suo diario, sentì una voce che la chiamava: recatasi nel corridoio accanto al refettorio, vide una donna di straordinaria bellezza, vestita di bianco, con le mani giunte.
Quando Alphonsine le chiese chi fosse, rispose: 
Secondo il racconto della ragazza, la Madonna esortò alla preghiera lei e le sue compagne, prima di scomparire lentamente dopo un quarto d'ora circa. Le compagne di Alphonsine non le credettero, pensando che fosse stata vittima di un'allucinazione; siccome la prendevano in giro, la ragazza chiese alla Madonna di apparire anche ad altre ragazze. La sera del 12 gennaio 1982, Maria apparve allora alla diciassettenne Anathalie Mukamazimpaka, senza che le ragazze del collegio cambiassero opinione; due mesi più tardi, il 2 marzo 1982, la Madonna apparve infine anche alla ventunenne Marie-Claire Mukangango, che era la più scettica del gruppo: questo convinse le altre ragazze della veridicità dei fenomeni.
La notizia si diffuse, attirando a Kibeho un numero crescente di fedeli. Sempre secondo il racconto, il 19 agosto 1982 ci fu un'apparizione di otto ore, durante la quale la Madonna mostrò ai veggenti le immagini dei massacri che sarebbero poi avvenuti realmente nel 1994. Maria sarebbe apparsa per invitare non solo il popolo ruandese ma l'umanità intera alla conversione, alla preghiera e al digiuno, oltre all'amore verso Dio e il prossimo, unico modo per conseguire l'unità e la pace.
Nei suoi messaggi la Madonna avrebbe detto fra l'altro:
(Citato da Maria Di Lorenzo)
 A Kibeho è stato creato un santuario, intitolato a "Nostra Signora di Kibeho" e "Nostra Signora dei Dolori".

## I massacri della guerra civile
Nella guerra civile degli anni novanta tra le etnie Tutsi e Hutu ci furono massacri spaventosi. Il 19 agosto 1982, i ragazzi riferirono di aver avuto delle visioni impressionanti: fiumi di sangue, persone che si uccidevano a vicenda, cadaveri abbandonati senza che nessuno si curasse di seppellirli e teste mozzate. 
Proprio il villaggio di Kibeho (165000 o 200000 abitanti, a seconda delle fonti) è stato uno dei centri del genocidio, che fece tra 800000 e 1000000 di vittime in Ruanda e centinaia di migliaia di vittime nelle successive guerre che afflissero l'intero continente africano, anche nella stessa scuola dove i veggenti avrebbero avuto le prime apparizioni; una di loro, Marie-Claire Mukangango, è stata una delle vittime, insieme al marito. A Kibeho più di 10000 tutsi, rifugiati nella parrocchia, vi furono massacrati nell'aprile 1994. Coloro che si barricarono all'interno della chiesa vi furono bruciati vivi; un anno dopo seguì un altro massacro di più di 8000 hutu sulla piazza stessa delle apparizioni.

## Il riconoscimento da parte della Chiesa cattolica
Il 29 giugno 2001 il Vaticano ha reso pubblica la notizia che il vescovo di Gikongoro, Augustin Misago, nel cui territorio si trova Kibeho, aveva dato la sua approvazione definitiva al riconoscimento e conseguente devozione delle apparizioni di Kibeho. L'approvazione dal vescovo riguarda soltanto tre dei sette veggenti: Alphonsine Mumureke, Anathalie Mukamazimpaka e Marie Claire Mukangango. Una dichiarazione del vescovo di Gikongoro, preparata in accordo con la Congregazione per la Dottrina della Fede, è stata resa nota in contemporanea, nel maggio 2003, in Africa e in Vaticano, per ufficializzare quello che la Chiesa cattolica considera un evento straordinario.

## Il miracolo del sole di Kibeho
Il 31 maggio 2003, in occasione della consacrazione del "Santuario di Nostra Signora dei Dolori" edificato a Kibeho, alle 10 del mattino, durante la processione verso il nuovo santuario da consacrare, molti hanno testimoniato di aver visto, vicino al sole, un altro astro più piccolo, con le dimensioni della luna, lucentissimo, che danzava, girando intorno al sole, tra uno sfavillio di mille colori. Il fenomeno sarebbe durato otto minuti e sarebbe stato anche fotografato e filmato ; questo fu interpretato come un "segno" del cielo, al pari di quanto accadde a Fatima il 13 ottobre 1917.